# Liste der Kulturdenkmäler in Egelsbach
Die folgende Liste enthält die in der Denkmaltopographie ausgewiesenen Kulturdenkmäler auf dem Gebiet  der Gemeinde Egelsbach, Landkreis Offenbach, Hessen.
Hinweis: Die Reihenfolge der Denkmäler in dieser Liste orientiert sich zunächst an Ortsteilen und anschließend der Anschrift, alternativ ist sie auch nach der Bezeichnung, der vom Landesamt für Denkmalpflege vergebenen Nummer oder der Bauzeit sortierbar.
Kulturdenkmäler werden fortlaufend im Denkmalverzeichnis des Landes Hessen durch das Landesamt für Denkmalpflege Hessen auf Basis des Hessischen Denkmalschutzgesetzes (HDSchG) geführt. Die Schutzwürdigkeit eines Kulturdenkmals hängt nicht von der Eintragung in das Denkmalverzeichnis des Landes Hessen oder der Veröffentlichung in der Denkmaltopographie ab.

Das Vorhandensein oder Fehlen eines Objekts in dieser Liste ist keine rechtsverbindliche Auskunft darüber, ob es Kulturdenkmal ist oder nicht: Diese Liste entspricht möglicherweise nicht dem aktuellen Stand der offiziellen Denkmaltopographie. Diese ist für Hessen in den entsprechenden Bänden der Denkmaltopographie Bundesrepublik Deutschland und im Internet unter DenkXweb – Kulturdenkmäler in Hessen einsehbar. Auch diese Quellen sind, obwohl sie durch das Landesamt für Denkmalpflege Hessen aktualisiert werden, nicht immer aktuell, da es im Denkmalbestand immer wieder Änderungen gibt.
Eine verbindliche Auskunft erteilt allein das Landesamt für Denkmalpflege Hessen.
Nutze diese Kartenansicht, um Koordinaten in der Liste zu setzen. In dieser Kartenansicht sind Kulturdenkmale ohne Koordinaten mit einem roten bzw. orangen Marker dargestellt und können in der Karte gesetzt werden. Kulturdenkmale ohne Bild sind mit einem blauen bzw. roten Marker gekennzeichnet, Kulturdenkmale mit Bild mit einem grünen bzw. orangen Marker.

## Kulturdenkmäler nach Ortsteilen

### Egelsbachbach
| Bild                | Bezeichnung                     | Lage                                                  | Beschreibung | Bauzeit | Objekt-Nr. |
| ------------------- | ------------------------------- | ----------------------------------------------------- | --- | --- | ---------- |
| weitere Bilder      | Hofreite                        | Ernst-Ludwig-Straße 7 LageFlur: 1, Flurstück: 562     | Hakenhofreite, bestehend aus eingeschossigem Wohnhaus mit Krüppelwalm und konstruktivem Fachwerk sowie dazu quergestellter Scheune. | 1807 (Scheune) bzw. 1819 (Haus)                                                                             | 41920 DDB  |
| Wohnhaus            | Wohnhaus                        | Ernst-Ludwig-Straße 10 LageFlur: 1, Flurstück: 570/1  | Giebelständiges Fachwerkwohnhaus. Fachwerk der Übergangsphase vom spätbarocken zum konstruktiven Gefüge. | Um 1800 | 41921 DDB  |
| weitere Bilder      | Hofanlage                       | Ernst-Ludwig-Straße 15 LageFlur: 1, Flurstück: 554/5  | Geschlossene Hakenhofanlage, bestehend aus Wohnhaus, Stall und Scheune. Fachwerk aller drei Gebäude in gut erhaltenem Zustand. | Spätes 18. Jahrhundert                                                                                      | 41922 DDB  |
| weitere Bilder      | Hofreite                        | Ernst-Ludwig-Straße 65 LageFlur: 1, Flurstück: 30     | Hofreite, bestehend aus giebelständigem Wohnhaus mit einfachem Fachwerk und Bruchsteinscheune. | 2. Hälfte des 18. Jahrhunderts                                                                              | 41924 DDB  |
| weitere Bilder      | Wohnhaus                        | Ernst-Ludwig-Straße 66 LageFlur: 1, Flurstück: 57/1   | Giebelständiges, zweigeschossiges Fachwerkwohnhaus mit Krüppelwalmdach einer ehemaligen Hofreite. Giebelfront aus Bruchsteinmauerwerk erneuert, Fachwerk teilweise erneuert.                                                                                         | 1. Hälfte des 18. Jahrhunderts, Giebelfront um 1830 erneuert                                                | 784095 DDB |
| Wohnhaus            | Wohnhaus                        | Ernst-Ludwig-Straße 76 LageFlur: 1, Flurstück: 77/3   | Traufständiges Wohnhaus mit Fachwerk in Kniestockkonstruktion und verputzter Giebelfront. | Frühes 19. Jahrhundert                                                                                      | 41925 DDB  |
| weitere Bilder      | Wohnhaus                        | Ernst-Ludwig-Straße 79 LageFlur: 1, Flurstück: 15/1   | Giebelständiges Fachwerkwohnhaus mit ornamentaler Backsteinausfachung. | 2. Hälfte des 18. Jahrhunderts                                                                              | 41926 DDB  |
| weitere Bilder      | Wohnhaus                        | Ernst-Ludwig-Straße 83 LageFlur: 1, Flurstück: 10/1   | Giebelständiges Wohnhaus mit vollständig erhaltenem Fachwerk. | 3. Viertel des 18. Jahrhunderts                                                                             | 41927 DDB  |
| Einhaus mit Scheune | Einhaus mit Scheune             | Ernst-Ludwig-Straße 89 LageFlur: 1, Flurstück: 1      | Einhaus mit Scheune. Konstruktives Fachwerk und Krüppelwalmdach. | Spätes 18. Jahrhundert                                                                                      | 41928 DDB  |
| weitere Bilder      | Friedhof und Jüdischer Friedhof | Hans-Fleissner-Straße 1A LageFlur: 11, Flurstück: 101 | Friedhof und Jüdischer Friedhof von Egelsbach. Erhalten sind alte Teile der Umfassungsmauer des Friedhofs, eine Steinplatte mit Inschrift, sechs barocke Grabsteine, ein Kriegerdenkmal sowie der Jüdische Friedhof mit eigener Ummauerung und mehreren Grabsteinen. | 1588 ausgelagert; Grabsteine aus dem 18./19./20. Jahrhundert, Kriegerdenkmal aus dem späten 19. Jahrhundert | 41929 DDB  |
| Wohnhaus            | Wohnhaus                        | Im Strengen 1 LageFlur: 3, Flurstück: 30/1            | Wohnhaus mit kaum gestörtem, solidem Fachwerk. | Um 1800 | 41933 DDB  |
| weitere Bilder      | Ehemaliges Wachthaus            | Kirchstraße 1 LageFlur: 1, Flurstück: 515             | Ehemaliges Wachlokal der Ortspolizei. Älterer Keller mit loggienartigem Aufbau und Pultdach. | 18. Jahrhundert                                                                                             | 41930 DDB  |
| weitere Bilder      | Evangelische Pfarrkirche        | Kirchstraße 4 LageFlur: 1, Flurstück: 44              | Verputzter Saalbau mit hohem Spitzhelm-Dachreiter und Schildgiebel. | Nördlicher Anbau von 1615, südlicher Anbau von 1751                                                         | 41931 DDB  |
| weitere Bilder      | Ehemaliger Jüdischer Betsaal    | Langener Straße 1 LageFlur: 1, Flurstück: 58          | Giebelständiges Wohnhaus mit Bruchstein-Sockelgeschoss und spätbarockem Fachwerk-Obergeschoss. Schleppgauben nachträglich ergänzt. Ehemaliger Versammlungsort der jüdischen Gemeinde in Egelsbach.                                                                   | 2. Hälfte des 18. Jahrhunderts                                                                              | 41932 DDB  |
| weitere Bilder      | Wohnhaus                        | Ostendstraße 1 LageFlur: 1, Flurstück: 1284/1         | Eingeschossiges Kleinbauern-Fachwerkhaus, Schleppgaube nachträglich ergänzt. | Frühes 19. Jahrhundert                                                                                      | 41934 DDB  |
| weitere Bilder      | Hofreite                        | Ostendstraße 4A LageFlur: 1, Flurstück: 1856/5        | Hakenhofreite, denkmalgeschützt das giebelständige Fachwerkwohnhaus mit Krüppelwalmdach. | Spätes 18. Jahrhundert                                                                                      | 41935 DDB  |
| weitere Bilder      | Ehemalige Synagoge              | Rheinstraße 49 LageFlur: 1, Flurstück: 1408/2         | Backsteinbau mit Rundbogenfenstern und Risalit mit Stufengiebel, im Straßenverlauf zurückgesetzt. | 1903 | 41936 DDB  |
| weitere Bilder      | Wohnhaus                        | Schulstraße 1 LageFlur: 1, Flurstück: 591/1           | Giebelständiges Wohnhaus mit konstruktivem, solidem, nur gering gestörtem Fachwerk. | 1780 | 41937 DDB  |
| weitere Bilder      | Wohnhaus                        | Schulstraße 5 LageFlur: 1, Flurstück: 589/1           | Giebelständiges Fachwerkwohnhaus. | 2. Hälfte des 18. Jahrhunderts                                                                              | 41938 DDB  |
| weitere Bilder      | Wohnhaus                        | Schulstraße 13 LageFlur: 1, Flurstück: 583/2          | Kleinbauernwohnhaus mit Krüppelwalmdach und konstruktivem Fachwerk. Traufseitiges abgeschlepptes Zwerchhaus nachträglich ergänzt. | 1818 | 41939 DDB  |
| Wohnhaus            | Wohnhaus                        | Schulstraße 14 LageFlur: 1, Flurstück: 787/1          | Giebelständiges Wohnhaus mit konstruktivem einfachem Fachwerk, Rückseite erneuert. | 2. Hälfte des 18. Jahrhunderts                                                                              | 41940 DDB  |
| weitere Bilder      | Wohnhaus                        | Schulstraße 28 LageFlur: 1, Flurstück: 801/2          | Giebelständiges Wohnhaus eines Hakenhofes mit weitgehend ungestörtem Fachwerkverband. Vermutlich ältester Fachwerkbau von Egelsbach. | 17. Jahrhundert                                                                                             | 41941 DDB  |
| Wohnhaus            | Wohnhaus                        | Schulstraße 49 LageFlur: 1, Flurstück: 514/1          | Giebelständiges Wohnhaus mit regelmäßigem Fachwerk. | 2. Hälfte des 18. Jahrhunderts                                                                              | 41942 DDB  |
| Wohnhaus            | Wohnhaus                        | Weedstraße 2 LageFlur: 1, Flurstück: 320/2            | Giebelständiges Wohnhaus mit regelmäßigem, konstruktivem, nahezu ungestörtem Fachwerk. Rückseite teilweise massiv erneuert. | Letztes Viertel des 18. Jahrhunderts                                                                        | 41943 DDB  |
| weitere Bilder      | Wohnhaus                        | Weedstraße 15 LageFlur: 1, Flurstück: 81/1            | Fachwerkwohnhaus einer ehemaligen Hofreite mit Krüppelwalmdach und massiv erneuertem Erdgeschoss. | 2. Hälfte des 18. Jahrhunderts                                                                              | 41944 DDB  |

## Abgegangene Kulturdenkmäler
| Bild            | Bezeichnung               | Lage                        | Beschreibung | Bauzeit                               | Objekt-Nr. |
| --------------- | ------------------------- | --------------------------- | --- | ------------------------------------- | ---------- |
| Bild gesucht BW | Bahnhof                   | Bahnhofstraße 25/27 Lage    | Zweigeschossiges Empfangsgebäude mit eingeschossiger Wartehalle, beide mit flachem, weit überstehendem Satteldach. Sandsteinverblendete Fassade und spätklassizistische Bauzier im Rundbogenstil. | Eröffnung am 1. Mai 1873, Abriss 1994 |            |
| Bild gesucht BW | Fachwerkscheune mit Anbau | Ernst-Ludwig-Straße 53 Lage | Fachwerkscheune mit Krüppelwalmdach und eingeschossigem, schmalem, langgestrecktem Anbau mit Mansarddach.                                                                                         | Um 1800                               |            |